# Ръченица (село)
 Тази статия е за селото.  За танца вижте Ръченица.  
Ръченица (изписване до 1945 година: Рѫченица) е историческо село в Югоизточна България, в Сливенско. Името на селото до 1934 година е Кючеклари. На 10 август 2006 година селото е присъединено към село Зайчари. Населението на селото към 2006 година е 6 души. Селото е разположено на надморска височина от 598 метра, а географските му координати са 42° 58' северна ширина и 26° 15' източна дължина.